# Контактна рейка

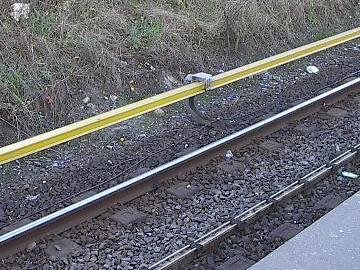
Бокова контактна рейка, Амстердамський метрополітен

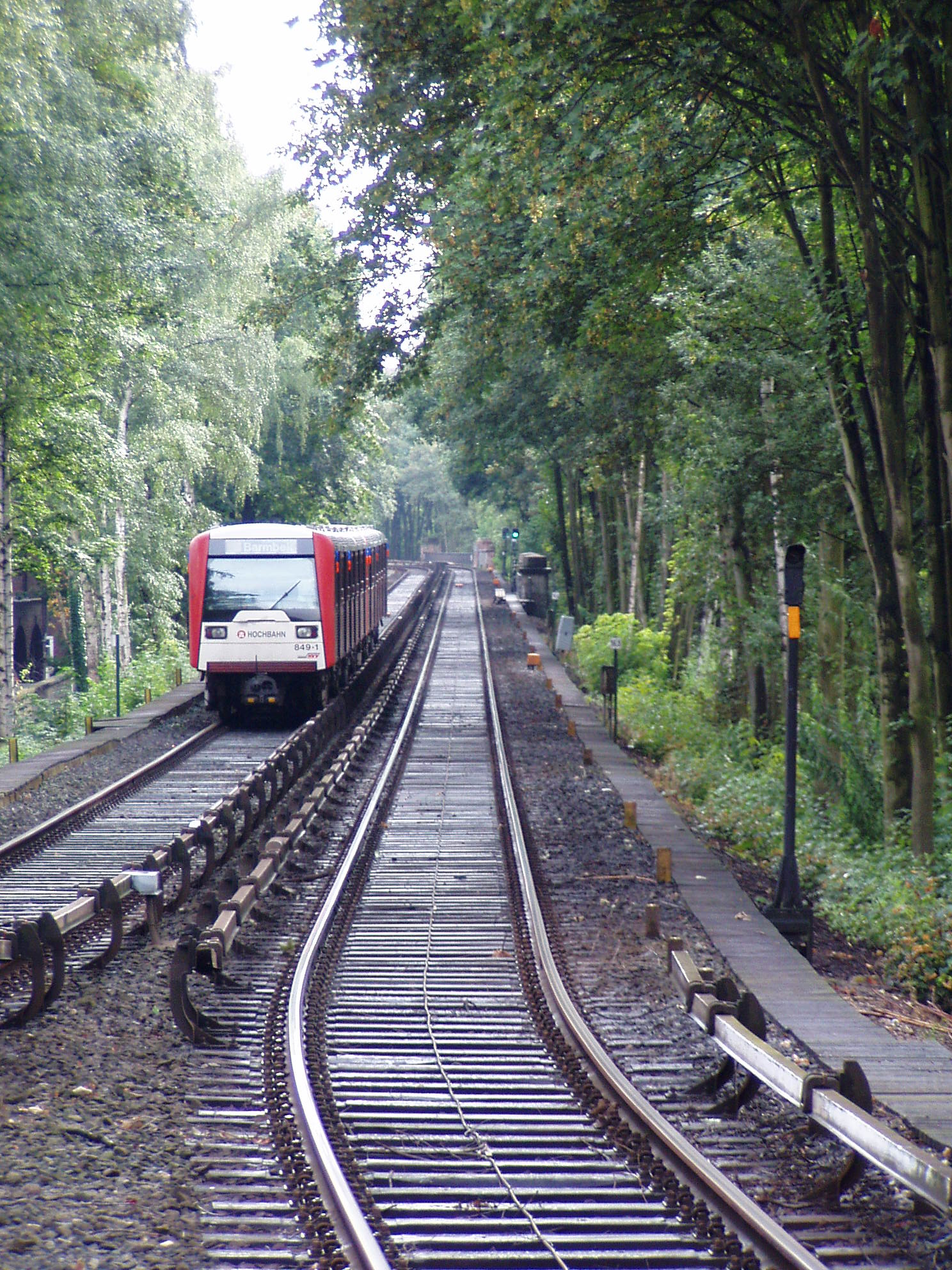
Гамбурзький метрополітен, наземна ділянка (лінія U3 біля станції Hoheluftbrücke). Видно третю рейку.

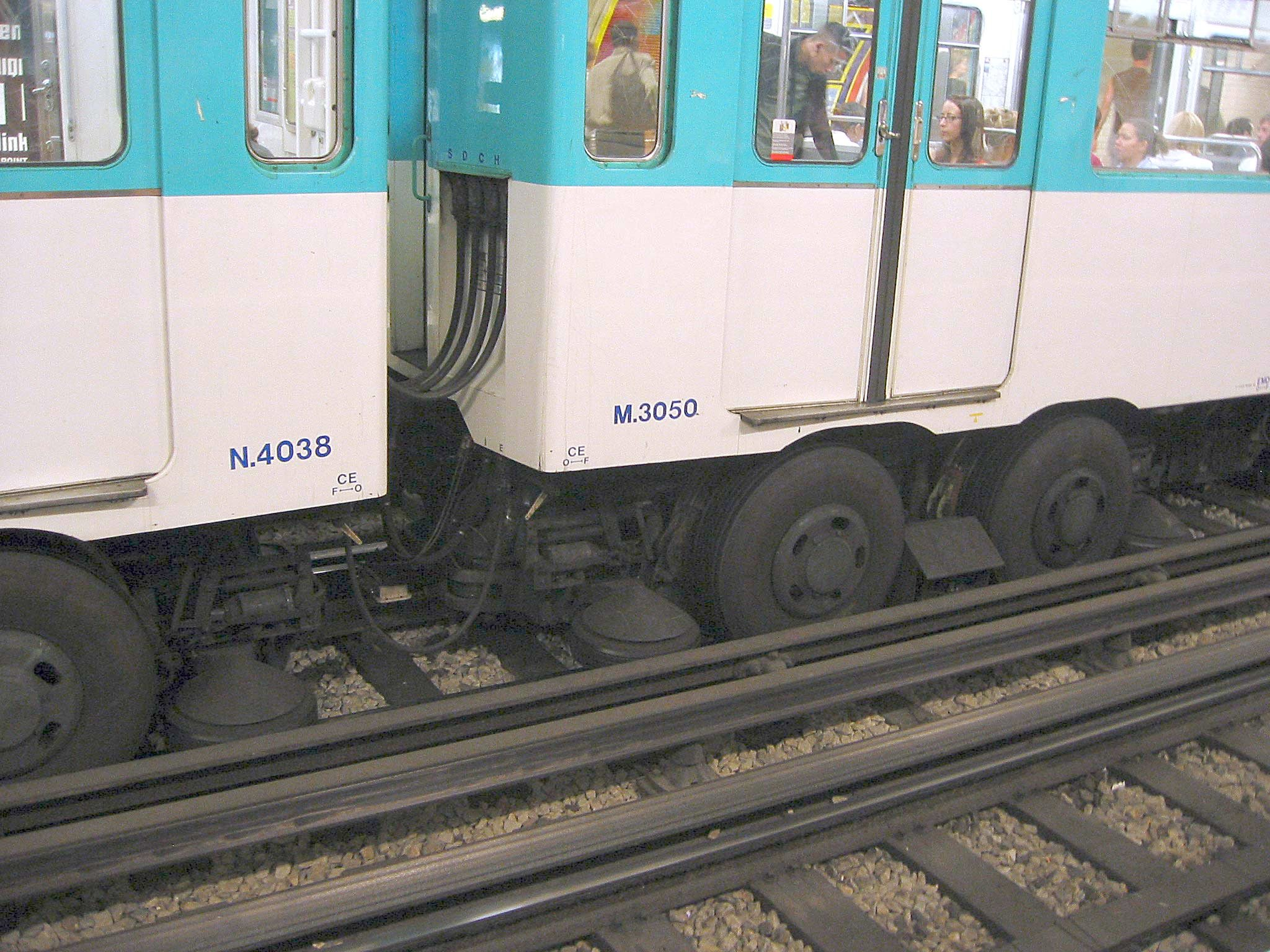
Паризьке метро, на шинному ходу.

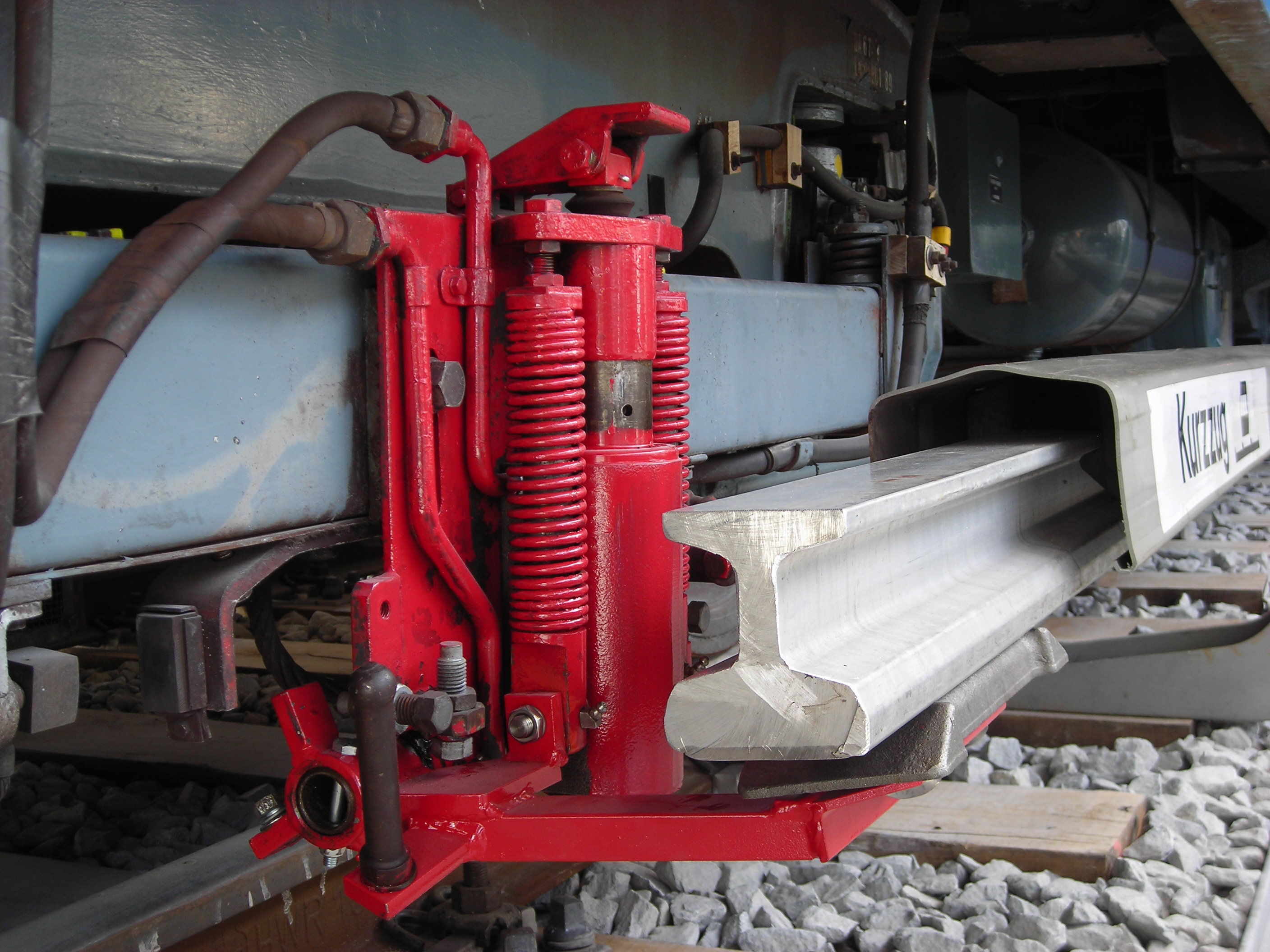
Нижній струмознімач

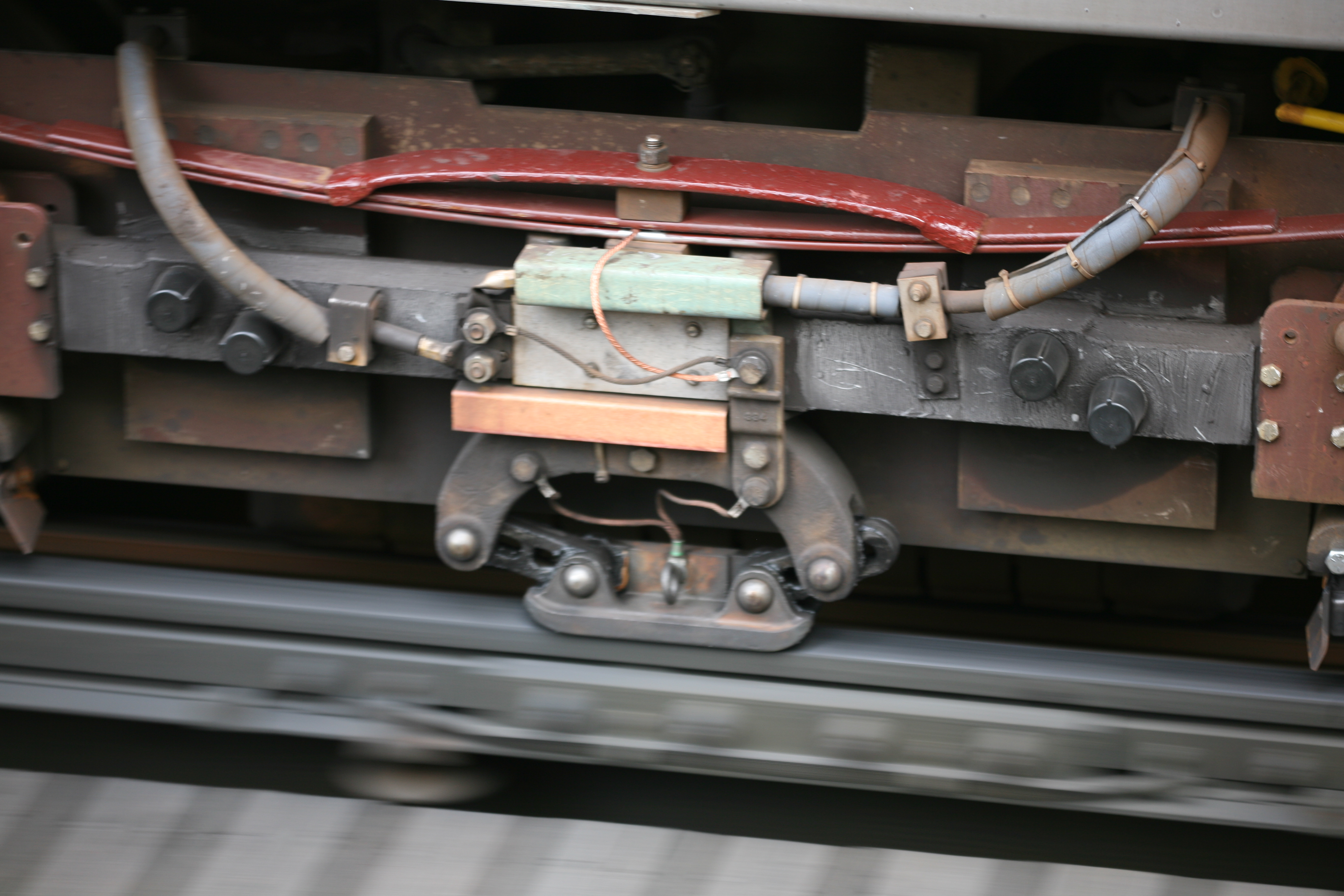
Верхній струмознімач. Чиказький метрополітен.

Контактна рейка (третя рейка) — жорсткий контактний дріт, призначений для здійснення ковзного контакту зі струмоприймачем рухомого складу (електровоза, моторного вагона, а також деяких трамваїв (див. Alstom APS)).
Виготовляється з м'якої сталі, форма і поперечні розміри схожі з формою і розмірами звичайних рейок. Рейка кріпиться за допомогою ізоляторів до кронштейнів, які своєю чергою монтуються на шпали ходових рейок.

## Історія
Контактна рейка — один з найдавніших джерел живлення залізничних потягів, які мають власні коридори в першу чергу в містах.
Експериментальний електропоїзд з цією системою живлення був розроблений німецькою фірмою Siemens AG і презентований на Berliner Gewerbeausstellung, з контактною рейкою посередині між двома провідними[що?] рейками. У 1883, була відкрита Volk's Electric Railway в Брайтоні, вона отримала контактну рейку 1886 року. 1883 року Giant's Causeway Tramway застосувала контактну рейку, пізніше перейшла на живлення з контактної мережі. Перша мережа що застосувала центральну контактну рейку була Bessbrook and Newry Tramway в Ірландії, відкрита у 1885. Але наразі[коли?] як й Giant's Causeway Tramway зачинена. Крім того, у 1880-х третя рейка застосована для громадських міських перевезень. Трамваї першими застосували третю рейку: вона розташовувалась в трубі під дорожнім покриттям (трубопровідний струмознімач). Перші випробування відбулися в Клівленді (1884) і в Денвері (1885), а після розповсюдилось[що?] на багато великих трамвайних мереж (наприклад, Манхеттен, Чикаго, Вашингтон, Лондон, Париж, всі зачинені) і у Берліні (третя рейка в місті знята після великих снігопадів на початку 1900-х)).
У Парижі третя рейка з'явилась у 1900, в тунелі, що з'єднував Gare d'Orsay з мережею Chemin de fer Paris-Orléans. Пізніше третя рейка застосовувалась на приміських перевезеннях.

## Застосування
Головна перевага контактної рейки — надійне струмознімання при контакті зі струмоприймачем моторних вагонів або електровозів, розташованими на ходових частинах колісних візків. Також виключаються коливання струмоприймачів і відрив їх від контактної рейки, а отже, порушення контакту і розрив ланцюга струму, іскріння і дугоутворення, які руйнують контактні поверхні.
Провідна область застосування контактних рейок — підземний залізничний транспорт, зокрема, забезпечення руху поїздів метрополітену. Рідше це технологічне рішення застосовується на відкритих лініях при відносно невисокій напрузі (не більше 150 В).
Також контактна рейка застосовується для забезпечення енергією підіймального устаткування (наприклад піднімальних кранів) і складських транспортних пристроїв, підвісних доріг, електроталій, верстатів, освітлювальних пристроїв інших подібних технічних засобів.
Розрізняють два типи контактних рейок:
- бічна контактна рейка — закритий згори й з боків ізоляційним коробом, електроживлення знімається проходячим знизу контактним башмаком (нижній струмознімач).
- нижня контактна рейка — ізоляція відсутня.

Залежно від того, як розташована контактна поверхня мають місце: нижній струмознімач — контактна поверхня знизу; і верхній струмознімач — контактна поверхня згори.

### Переваги
- Використання контактної рейки в метрополітені замість контактного дроту дозволяє зменшити габарити тунелів.
- Контактна рейка має високу надійність і довговічність.
- Проста в ремонті й обслуговуванні.

### Недоліки
(при застосуванні на наземному транспорті)
- Низька електробезпечність.
- Незахищеність від снігових заметів.

## Контактна рейка в метрополітені

### Матеріал, профіль, довжина
Через те, що контактна рейка є провідником електричного струму, його омічний опір має бути малий, тому при виготовленні контактної рейки використовують низьковуглецеву сталь, оскільки домішок вуглецю збільшує електричний опір.
Профіль і переріз контактної рейки збігаються з аналогічними параметрами звичайної колійної рейки.
Стандартна довжина контактної рейки становить 12,5 м. На прямих і заокругленнях з радіусом 300 м і в тунелях контактні рейки зварюють в секції завдовжки 100 м, на наземних ділянках довжина секцій становить 37,5 м, а на паркових коліях і заокругленнях радіусом менше ніж 300 м — 12,5 м.

### Підвіска контактної рейки
Встановлення контактної рейки здійснюють за допомогою металевих опор-кронштейнів до гори низом. Кронштейни своєю чергою кріпляться до шпал. За такої підвіски контактний башмак, що встановлений на візку вагона та підтягується пружинами вгору, контактує з верхньою поверхнею рейки — нижнє знімання струму.
Кронштейни встановлюються на певній відстані один від одного — зазвичай 4,25-5,5 м. У місцях температурних стиків відстань між кронштейнами зменшується. Кронштейн це вигнута з швелера деталь. У верхній частині деталі є отвір і приварена, так звана «коробочка», а нижня частина, так званий «хвіст», кріпиться до шпали. Висота кронштейна, яка визначає висоту контактної рейки, залежить від типу колійних рейок.
Кріпильний вузол, розташований у верхній частині кронштейна, має достатню міцність і забезпечує надійну ізоляцію контактної рейки від кронштейна за допомогою порцелянових ізоляторів і поліетиленових прокладок.

### Стики
Існують два типу з'єднання контактних рейок одна з одною:
- зварні стики
- температурні стики

Зварні стики отримують за допомогою зварювання рейок контактно-зварювальною машиною. Після зварювання, стики обробляють відповідно до профілю поперечного перерізу контактної рейки.
Температурні стики виконують шляхом з'єднання кінців рейок накладками, які стягують болтами. На тунельних ділянках колії температурні стики роблять приблизно через кожні 100 м (на стиках зварених секцій), на наземних ділянках — через 37,5 м (також між зварених секцій), а на паркових коліях — приблизно через 37,5 м (не менш як два стики колійних рейок). Люз в температурних стиках залежить від довжини секцій і температури. Головною вимогою до такого типу стиків є можливість вільного зміщення кінців рейок в стику внаслідок зміни температури. Для цього отвори в рейках і накладках мають форму овалу, а болти на одній зі з'єднаних рейок слабко затягуються.
Для того, щоб збільшити електропровідність стику згори приварюють чотири електроз'єднувачі. Їх конструкція не відрізняється від електроз'єднувачів стиків колійних рейок.

### Кінцеві відводи

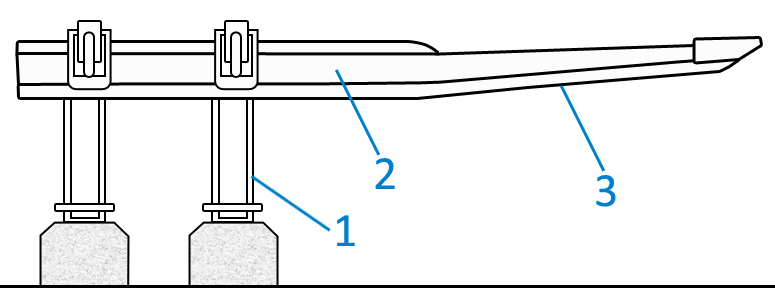
Кінцеві відведення контактної рейки.
1 — кронштейн кріплення контактної рейки, 2 — контактна рейка, 3 — ухил робочої поверхні

Кінцеві відводи призначені для плавного заходу контактного башмака під контактну рейку і плавного сходу з нього в місцях розриву. Робоча поверхня кінцевого відведення на деякій відстані від стику зберігає свою висоту щодо головок колійних рейок, а потім поступово підвищується до кінця відведення з певним ухилом.
Підвіска кінцевих відводів здійснюється за допомогою кронштейнів, якими підвішується контактна рейка. Отводи приєднуються до контактної рейки за допомогою звичайних стиків без проміжків.

### Захисний короб

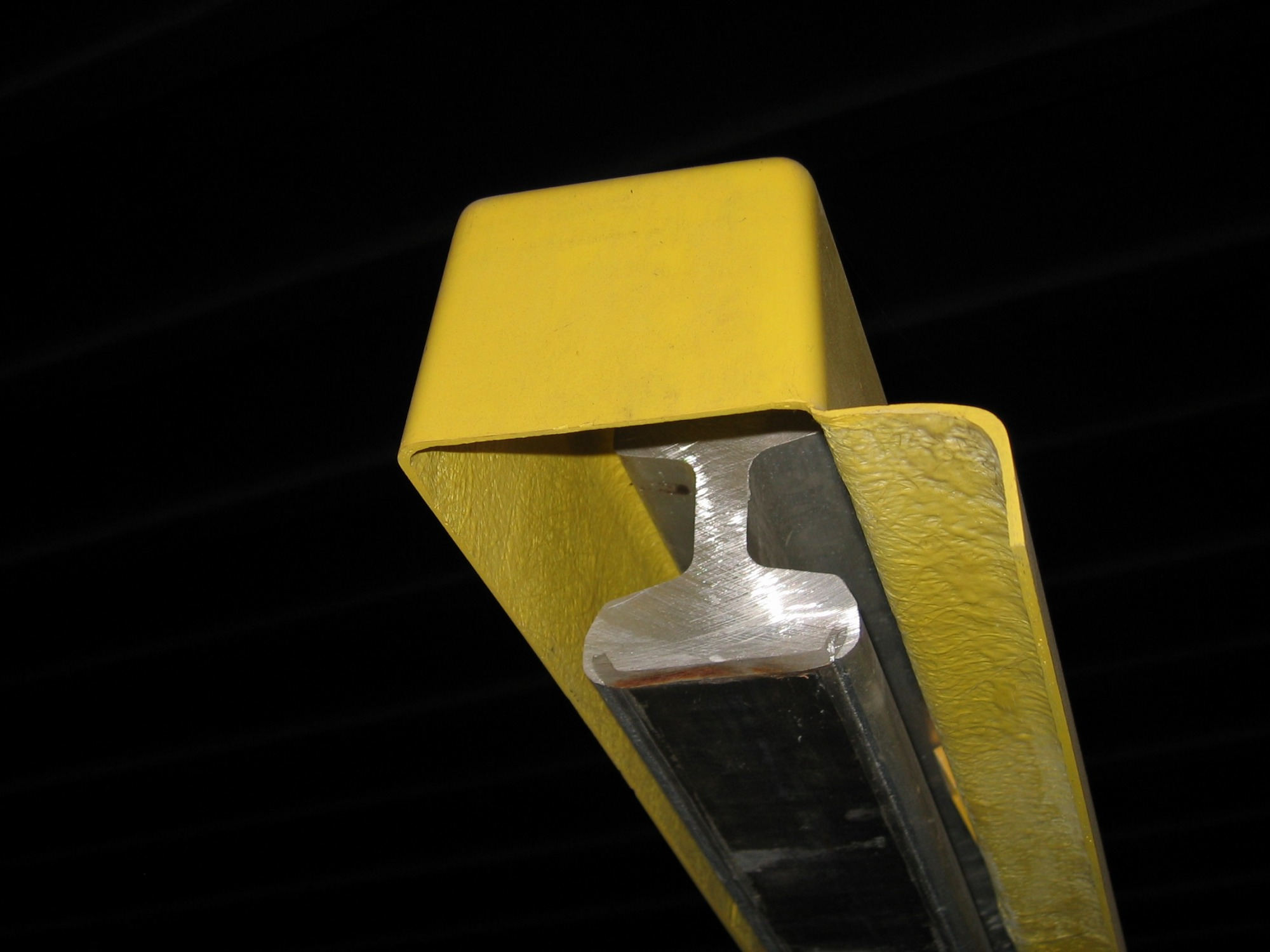
Ізоляційний короб на контактній рейці.

Через те, що контактна рейка представляє підвищену небезпеку для людини при торканні її, оскільки вона знаходиться під високою напругою, для забезпечення безпеки людей застосовують спеціальні захисні короби. Короба встановлюються на контактну рейку по всій її довжині й закривають її згори й з боків, а в місцях переходів через контактну рейку (наприклад, містки в торцях станцій) поверх короба встановлюються діелектричні гумові смуги або килимки.
Проведення ремонтних робіт на контактній рейці або в безпосередній близькості від неї дозволено інструкціями лише за зняття з нього напруги й включення короткозамикачів, які оберігають людей від поразки електричним струмом при випадковій подачі напруги на контактну рейку.